# Den brændte jords taktik
Den brændte jords taktik er en militær taktik, der består i at ødelægge bygninger, fabrikker, marker og lignende under en tilbagetrækning. Formålet er at forhindre, at de falder i fjendens hænder og dermed kan bidrage til dens ressourcer.
Taktikken har været kendt siden oldtiden, hvor det var almindeligt at fjerne modstanderens muligheder for at overleve ved at brænde marker af, bortføre kvæg og forgifte brønde. I nyere tid er taktikken bl.a. blevet anvendt af Sovjetunionen, Finland og Tyskland under 2. verdenskrig, såvel som i Rusland, hvor den blev anvendt mod Napoleon efter hans invasion af landet og march mod Moskva i Napoleonskrigene.
| Militær | Spire Denne artikel om militær er en spire som bør udbygges. Du er velkommen til at hjælpe Wikipedia ved at udvide den. |